# شهرستان ادب
شهرستان ادب مؤسسه‌ای فرهنگی هنری است که در سال ۱۳۸۹ به همت گروهی از شاعران و داستان‌نویسان نخبه کشور تأسیس شد. مدیرعامل این مؤسسه علی‌محمد مؤدب شاعر و منتقد ادبی است. این مؤسسه در سال ۱۴۰۰ با رونمایی از پیام رهبر جمهوری اسلامی ایران آیین بزرگداشت ۱۰ سالگی را برگزار کرد. کتاب‌های تولیدی شهرستان ادب در جوایز مختلف ادبی حائز رتبه شده و انتشارات وابسته به این مؤسسه نیز در سال‌های ۱۳۹۴ و ۱۳۹۶ به عنوان ناشر برگزیده معرفی شده است. شهرستان ادب دارای پنج دفتر است: داستان، شعر، موسیقی و سرود، محافل و پژوهش.

## دفتر داستان
دفتر داستان شهرستان ادب با مدیریت علی‌اصغر عزتی‌پاک نویسنده و مدرس داستان فعالیت‌هایی در حوزه آموزش و تولید داستان ایرانی انجام می‌دهد:
- مدرسه رمان

مدرسه رمان در سال ۱۳۹۳ با هدف استعدادیابی، تربیت رمان‌نویس حرفه‌ای و نگارش رمان توسط داستان‌نویسان جوان تأسیس شد. این مدرسه در دو بخش رمان بزرگسال و کودک فعالیت می‌کند که در هر بخش از دو استاد ثابت جهت نگارش رمان استفاده می‌شود و در کنار آن سایر مباحث مرتبط نظیر روان‌شناسی شخصیت، جامعه‌شناسی رمان، نسبت انسان ایرانی با رمان، دین و رمان، ویراستاری و… با حضور استادان دانشگاه و نویسندگان و منتقدان ارائه می‌شود. تاکنون نویسندگان ایرانی، محمدحسن شهسواری، بلقیس سلیمانی، حمیدرضا شاه‌آبادی، شهریار عباسی و کامران محمدی مسئولیت آموزش هنرجویان رمان را که طی فرایندی انتخاب می‌شوند بر عهده داشته‌اند.

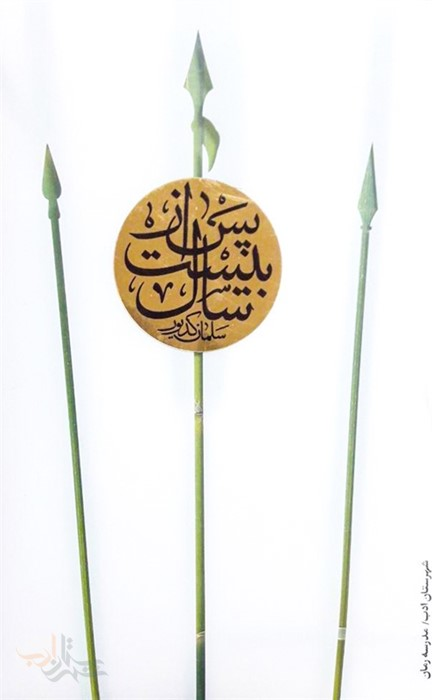
رمان «پس از بیست سال» نوشته سلمان کدیور

هر هنرجوی شرکت‌کننده در مدرسه رمان در کنار فعالیت‌های عملی خود، حداقل ۱۳۰ ساعت آموزش حضوری را دریافت می‌کند. طی سال‌های گذشته ۶۰ نفر در بخش رمان بزرگسال و ۱۳ نفر در رمان کودک -دوره اول- از مدرسه رمان فارغ‌التحصیل شده‌اند که حاصل آن اتمام نگارش ۴۰ رمان در حوزه بزرگسال و ۱۱ رمان در حوزه کودک است. از این میان ۲۳ رمان منتشر شده که برخی از آن‌ها موفق به دریافت جوایز ملی نظیر جایزه جلال آل احمد، جایزه شهید حبیب غنی‌پور، جایزه پروین اعتصامی و جایزه قلم زرین و… شده‌اند.
رمان پس از بیست سال نوشته سلمان کدیور از آثار تولیدشده در مدرسه رمان مورد تقدیر رهبر جمهوری اسلامی ایران قرار گرفته است.
- یکشنبه‌های داستانی
- بوطیقا
- اثر عصر
- جهان رمان، جهان قصه‌های ایرانی

## انتشارات
شهرستان ادب با انتشار آثار نویسندگان و شاعرانی مانند مرتضی امیری اسفندقه و علی‌رضا قزوه توانسته است برنده یا نامزد جایزه‌هایی مانند کتاب سال جمهوری اسلامی ایران شود. کتاب‌های این ناشر بیشتر در حوزه شعر، داستان و پژوهش ادبی به زبان فارسی بوده است.

## جوایز و افتخارات
- ناشر برگزیده ایران (دو دوره: ۱۳۹۴ و 1396)[۲۱]
- نشان سرآمد[۲۲]